# Barry Norton
Pour les articles homonymes, voir Norton.
Alfredo Carlos Birabén (né le 16 juin 1905 à Buenos Aires en Argentine, mort le 24 août 1956 à Los Angeles, quartier d'Hollywood, en Californie), est un acteur argentin, ayant fait carrière aux États-Unis sous le nom de scène de Barry Norton.

## Biographie
Installé dans sa jeunesse aux États-Unis, il tente sa chance à Hollywood, où il débute dans quatre films muets sortis en 1926, dont Au service de la gloire de Raoul Walsh (avec Edmund Lowe et Victor McLaglen).
Parmi ses autres films américains notables, citons Les Pilotes de la mort de William A. Wellman (1928, avec Gary Cooper et Fay Wray), Agent X 27 de Josef von Sternberg (1931, avec Marlène Dietrich et Victor McLaglen), Grande Dame d'un jour de Frank Capra (1933, avec May Robson et Warren William) et Le Monde en marche de John Ford (1934, avec Madeleine Carroll et Franchot Tone).
Signalons aussi la version alternative en espagnol, titrée Drácula (1931, réalisation de George Melford) du Dracula de Tod Browning. Barry Norton tourne d'ailleurs dans les années 1930 les versions espagnoles de plusieurs autres films américains.
Après 1934, Barry Norton tient principalement des petits rôles non crédités, parfois encore des seconds rôles, notamment dans Le Roman de Marguerite Gautier de George Cukor (1936, avec Greta Garbo et Robert Taylor), Les Flibustiers de Cecil B. DeMille (1938, avec Fredric March et Akim Tamiroff), Casablanca de Michael Curtiz (1942, avec Humphrey Bogart et Ingrid Bergman), Chaînes du destin de Mitchell Leisen (1950, avec Barbara Stanwyck et John Lund), What Price Glory de John Ford (remake de Au service de la gloire précité, 1952, avec James Cagney et Corinne Calvet), ou bien La Main au collet d'Alfred Hitchcock (1955, avec Cary Grant et Grace Kelly).
Le dernier de ses cent-soixante-quinze films américains est L'Extravagant Monsieur Cory de Blake Edwards (avec Tony Curtis et Martha Hyer), présenté en avant-première à New York le 23 février 1957, quasiment six mois après sa mort prématurée (à 51 ans), d'une crise cardiaque.

## Filmographie partielle
- 1926 : Le Pirate noir (The Black Pirate) d'Albert Parker : un jeune homme
- 1926 : Au service de la gloire (What Price Glory) de Raoul Walsh : le soldat Kenneth Lewisohn
- 1927 : A Man About Town d'Eugene Forde : Amos
- 1927 : L'Aurore (Sunrise) de Friedrich Wilhelm Murnau : un danseur au bal / un homme embrassant sa compagne
- 1927 : Les Conquêtes de Norah (Ankles Preferred) de John G. Blystone : Jimmy
- 1928 : Grande Vedette (Mother Knows Best) de John G. Blystone
- 1928 : Les Pilotes de la mort (The Legion of the Condemned) de William A. Wellman : Byron Dashwood
- 1928 : Les Fautes d'un père (Sins of the Fathers) de Ludwig Berger : Tom Spengler
- 1928 : Les Quatre Diables (Four Devils) de Friedrich Wilhelm Murnau : Adolf
- 1928 : La Danse rouge (The Red Dance) de Raoul Walsh : l'assassin de Raspoutine
- 1929 : L'amour dispose (The Exalted Flapper) de James Tinling : le prince Boris de Dacie
- 1930 :  Oriente y Occidente de George Melford, version espagnole de East is West : Billy Benson
- 1931 : Agent X 27 (Dishonored) de Josef von Sternberg : le jeune lieutenant
- 1931 : Drácula de George Melford : Juan Harker
- 1933 : Une nuit seulement (Only Yesterday) de John M. Stahl : Jerry
- 1933 : Luxury Liner de Lothar Mendes : le prince Vladimir Gleboff
- 1933 : Grande Dame d'un jour (Lady for a Day) de Frank Capra : Carlos Romero
- 1934 : Le Monde en marche (The World Moves On) de John Ford : Jacques Girard (1924)
- 1934 : Grand Canary d'Irving Cummings : Robert Tranter
- 1934 : Nana de Dorothy Arzner et George Fitzmaurice : le lieutenant Louis
- 1935 : Storm Over the Andes de Christy Cabanne : Pablo Diaz
- 1935 : Anna Karénine (Anna Karenina) de Clarence Brown : un prétendant de Kitty
- 1936 : Murder at Glen Atol de Frank R. Strayer : Tom Randel
- 1936 : Le Grand Ziegfeld (The Great Ziegfeld) de Robert Z. Leonard : le patron de la boîte de nuit
- 1936 : Le Roman de Marguerite Gautier (Camille) de George Cukor : Émile
- 1937 : Kidnappez-moi, Monsieur ! (I'll Take Romance) d'Edward H. Griffith : Juan
- 1938 : Les Flibustiers (The Buccaneer) de Cecil B. DeMille : Villere
- 1939 : La Fille du nord (Second Fiddle) de Sidney Lanfield : le patron de la boîte de nuit
- 1940 : Chantez, dansez, mes belles ! (Dance, Girl, Dance) de Dorothy Arzner : le patron du théâtre désapprobateur
- 1941 : La Danseuse des Folies Ziegfeld (Ziegfeld Girl) de Robert Z. Leonard : le patron de la boîte de nuit
- 1941 : Honeymoon for Three de Lloyd Bacon : l'homme à la gare
- 1942 : Casablanca de Michael Curtiz : un joueur chez Rick
- 1942 : Ô toi ma charmante (You Were Never Lovelier) de William A. Seiter : un prétendant de Maria
- 1942 : La Flamme sacrée (Keeper of the Flame) de George Cukor : un journaliste
- 1942 : Blue, White and Perfect d'Herbert I. Leeds
- 1942 : Just Off Broadway d'Herbert I. Leeds
- 1943 : Un espion a disparu (Above Suspicion) de Richard Thorpe : le patron du café allemand
- 1945 : Zombies on Broadway de Gordon Douglas : le patron de la boîte de nuit
- 1946 : Le Fil du rasoir (The Razor's Edge) d'Edmund Goulding : un compagnon de la princesse
- 1947 : Monsieur Verdoux (titre original) de Charlie Chaplin : un invité de la garden-party
- 1947 : Un gangster pas comme les autres (The Gangster) de Gordon Wiles
- 1948 : Tam-tam sur l'Amazone (Angel on the Amazon) de John H. Auer : le journaliste brésilien
- 1948 : Casbah de John Berry : un pilote
- 1948 : Tous les maris mentent (An Innocent Affair) de Lloyd Bacon : le patron du salon Rocket
- 1949 : L'Homme de main (Johnny Allegro) de Ted Tetzlaff
- 1950 : Chaînes du destin (No Man of Her Own) de Mitchell Leisen : le patron du country club
- 1951 : Le Château de la terreur (The Strange Door) de Joseph Pevney : un villageois
- 1952 : Mademoiselle Gagne-Tout (Pat and Mike) de George Cukor : le patron du restaurant
- 1952 : Deux Durs à cuire (What Price Glory) de John Ford : le prêtre
- 1953 : La Fille qui avait tout (The Girl Who Had Everything) de Richard Thorpe : un journaliste
- 1954 : Ouragan sur le Caine (The Caine Mutiny) d'Edward Dmytryk : un officier du navire
- 1954 : La Joyeuse Parade (There's No Business Like Show Business) de Walter Lang : le patron de la boîte de nuit
- 1955 : La Main au collet (To Catch a Thief) d'Alfred Hitchcock : un français
- 1955 : Beau fixe sur New York (It's Always Fair Weather) de Stanley Donen et Gene Kelly : le patron de la boîte de nuit
- 1956 : Viva Las Vegas (Meet Me in Las Vegas) de Roy Rowland : le patron du casino
- 1956 : Les Rois du jazz (The Best Things in Life Are Free) de Michael Curtiz : le premier noctambule
- 1956 : Le Prix de la peur (The Price of Fear) d'Abner Biberman
- 1957 : L'Extravagant Monsieur Cory (Mister Cory) de Blake Edwards : le patron du club